# Frančeska Al'fredovna Jarbusova
Frančeska Al'fredovna Jarbusova (in russo Франче́ска Альфре́довна Я́рбусова?; Alma-Ata, 13 ottobre 1942) è una scenografa sovietica e russa.
Moglie e collaboratrice del regista Jurij Borisovič Norštejn, ha conseguito nel 1979 il Premio di Stato dell'Unione Sovietica.

## Filmografia parziale

### Scenografa
- L'airone e la gru (1974)
- Il riccio nella nebbia (1975)
- Il racconto dei racconti (1979)